# Torre Sivilla
La Torre Sivilla és una obra modernista de Cardedeu (Vallès Oriental) inclosa a l'Inventari del Patrimoni Arquitectònic de Catalunya.

## Descripció
Casa de tipologia ciutat-jardí en un espai rectangular, cercat per una tanca feta d'obra molt baixa. La casa queda al mig i ocupa un espai quadrat. Consta de planta, pis i torre quadrada. La coberta és plana i la façana principal dona al jardí. Té balcó corregut al primer pis i fris de rajola que separa el primer i el segon pis.
Els motius decoratius són pocs, com els marcs de les obertures en rajoles blaves.

## Història
Aquesta torre, situada en una zona de grans i elegants edificis, com la Torre Gual, queda força amagada perquè no dona directament a la carretera de Caldes. La podem incloure dins les residències que la burgesia de Barcelona construïa per a segona residència als primers anys d'aquest segle.